# Fernlicht

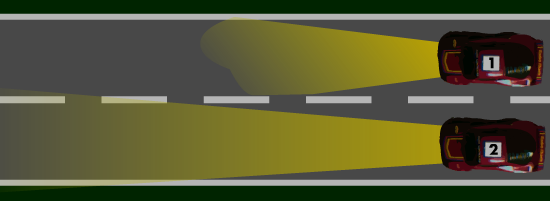
Fahrzeug 1 fährt mit asymmetrischem Abblendlicht, Fahrzeug 2 mit Fernlicht

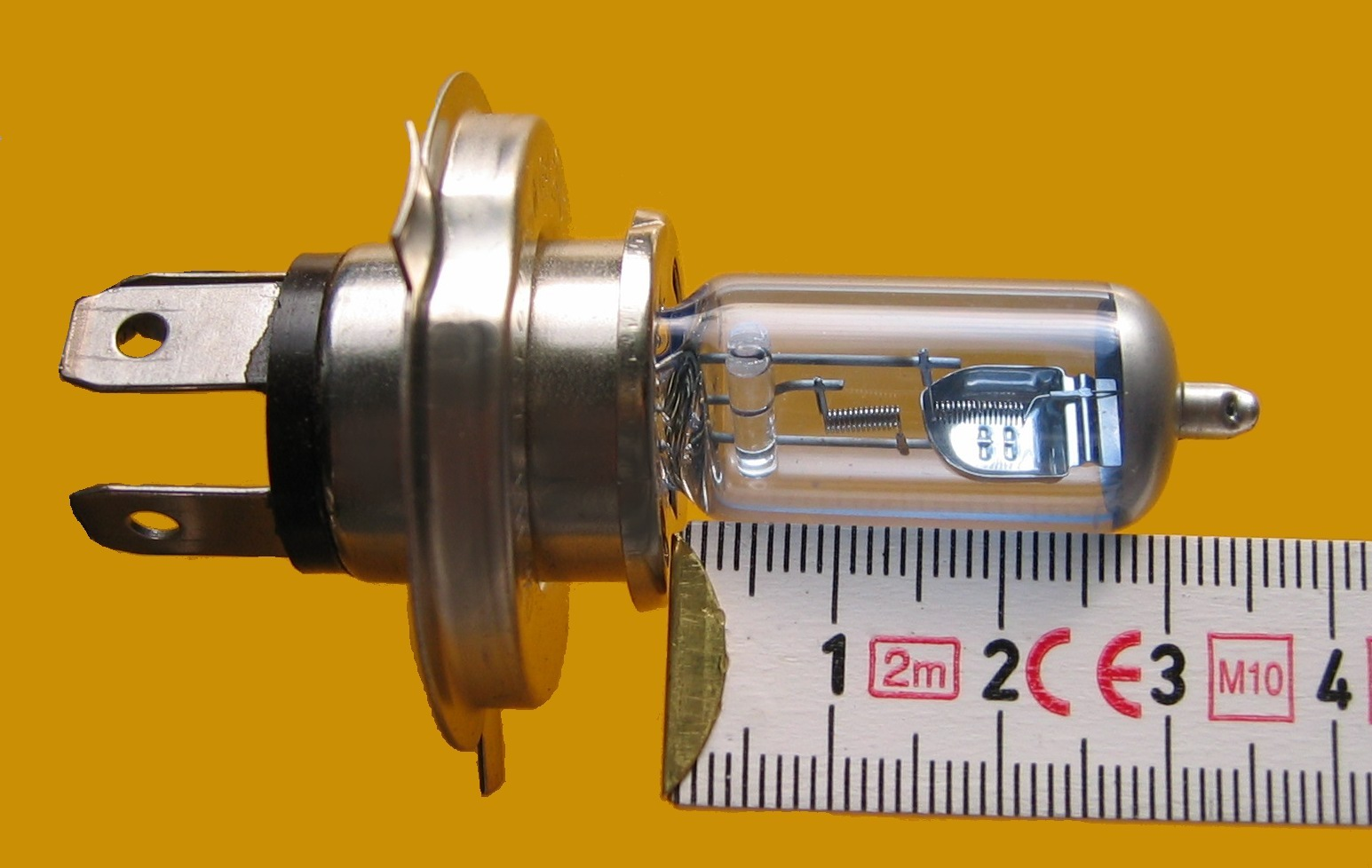
Eine H4-Halogenlampe, eine sogenannte Zweifaden-Glühlampe mit Glühwendeln für Fernlicht in der Mitte und Abblendlicht rechts vor der Blechblende

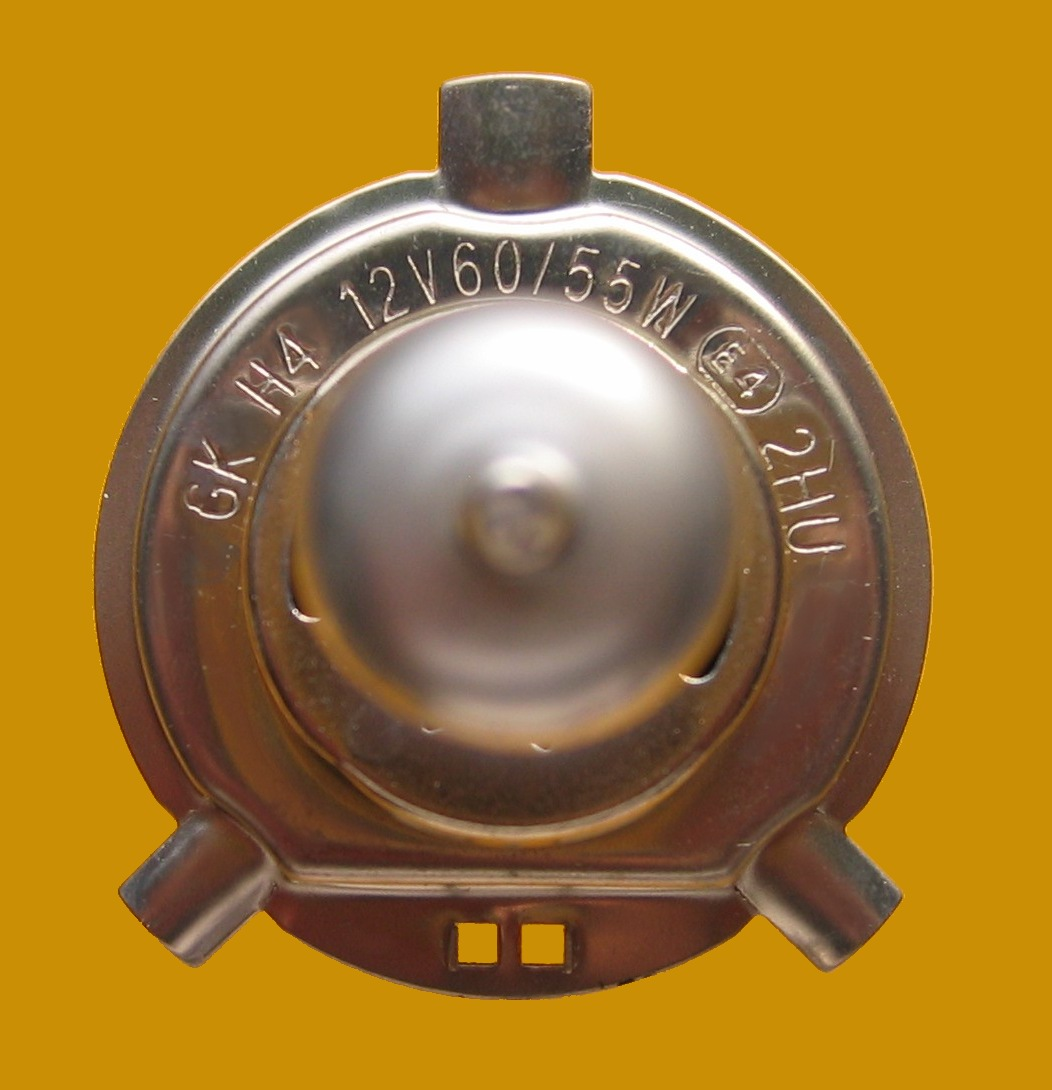
Kodierung der H4-Lampe, die falsche Ausrichtung im Reflektor verhindern soll

Das Fernlicht (auch Aufblendlicht) ist Bestandteil der Fahrzeugscheinwerfer und bei Kraftfahrzeugen im Straßenverkehr als Frontscheinwerfer neben dem Abblendlicht zwingend vorgeschrieben. Es dient sowohl der weiteren Ausleuchtung der Fahrbahn und Verkehrszeichen als auch als Signalgeber.

## Aufbau und Funktion
Das Fernlicht wird durch Hebelbetätigung als Dauerlicht zur besseren Ausleuchtung der Fahrbahn eingeschaltet oder kurz als Lichtsignal (Lichthupe) zur Warnung anderer Verkehrsteilnehmer getastet.
Weißes Fernlicht ist bei Nebel oder während Schneefall nicht hilfreich – es führt dann zu einer Eigenblendung. Für diesen Fall gibt es Nebelscheinwerfer, die auch hellgelb leuchten dürfen und niedriger als das Fernlicht montiert sind.

Bei eingeschaltetem Fernlicht muss nach § 50 Straßenverkehrs-Zulassungs-Ordnung
 eine blaue Kontrolllampe im Sichtfeld des Fahrers leuchten. Mit einer Ausnahmegenehmigung war es früher auch gestattet, eine gelbe LED als Kontrollleuchte zu verwenden, so beispielsweise bei VW- und Audi-Modellen der 1970er- und 1980er-Jahre.
Die Fernlichtfunktion wird mit zwei Glühwendeln in einer gemeinsamen Glühlampe wie der H4 erreicht. Die oft verwendete Bezeichnung Bilux ist ein Markenname von Osram. Die eine Glühwendel mit 55 Watt Nennleistung hinter dem inneren Reflektor der Lampe erzeugt das Abblendlicht, die andere, freiliegende Glühwendel mit 60 Watt Nennleistung das Fernlicht. So wird nur eine Lampe und ein Scheinwerfer, bzw. bei zweispurigen Fahrzeugen einer je Seite, benötigt. Wenn nur eine der beiden Glühwendeln durchgebrannt ist, muss die gesamte Lampe gewechselt werden. Wegen der längeren Brenndauer ist überwiegend die Wendel des Abblendlichtes zuerst defekt.
Bei zwei getrennten Scheinwerfern, bei denen das Abblendlicht ständig leuchtet und das Fernlicht nur dazugeschaltet werden kann, genügen Lampen mit einer Glühwendel wie der H7 mit 55 Watt Nennleistung.
Wegen der zusätzlichen Belastung von Glühlampen mit zwei Glühwendeln kann das Abblendlicht beim Einschalten des Fernlichtes abgeschaltet werden. Es ist auch zulässig, dass beide Wendeln gleichzeitig leuchten (s.§ 50 StVZO (4)). Einige Fahrzeuge schalten beim Anlassen des Motors die Stromzufuhr zu den Scheinwerfern ab, um die Batteriespannung nicht weiter einbrechen zu lassen.

## Benutzung

### Fernlicht
Hauptsächlich kommt das Fernlicht dann zum Einsatz, wenn es sehr dunkel ist und eine nicht weit genug einsehbare Straße befahren wird. Da man eine Straße aus Sicherheitsgründen nur so schnell befahren darf, dass man innerhalb der einsehbaren Strecke stoppen kann, ermöglicht der durch das Fernlicht erweiterte Bereich schnelleres Fahren.
Das dauerhafte Fernlicht darf verwendet werden, wenn
- keine entgegenkommenden Fahrzeugführer oder Fußgänger geblendet werden;
- keine durchgehende, ausreichende Straßenbeleuchtung vorhanden ist;
- vorausfahrende Verkehrsteilnehmer nicht geblendet werden und auf Autobahnen der Mittelstreifen ausreichend lichtdicht ist, damit der Gegenverkehr nicht gefährdet wird.

In den Niederlanden war es 1955/56 Pflicht, bei starkem Tagesnebel mit Fernlicht zu fahren.

### Lichthupe

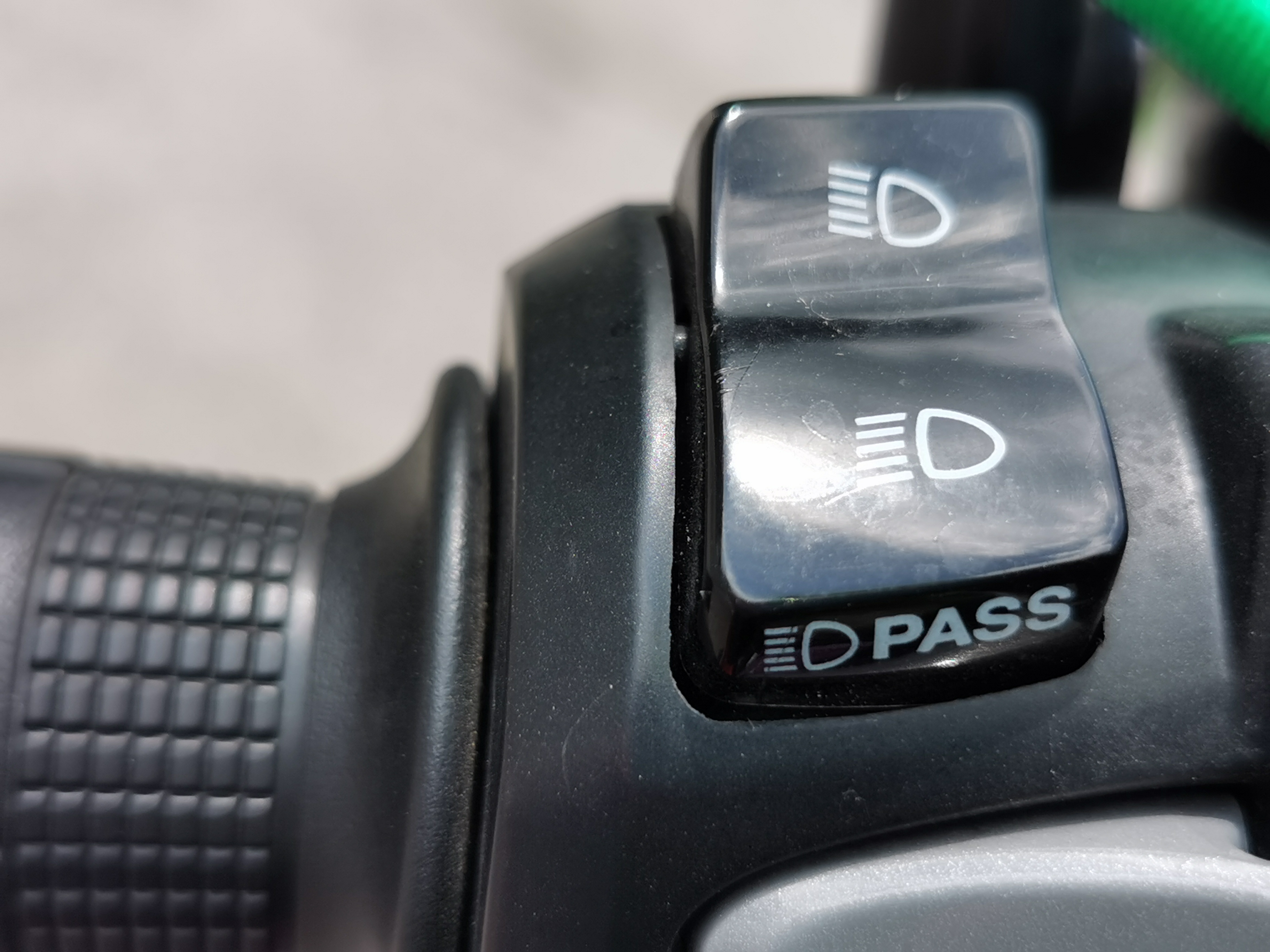
Tippschalter (unten) für die Lichthupe an einem Motorrad

Die Lichthupe ist eine Vorrichtung, mit der man die Fernscheinwerfer bzw. die Fernlicht-Glühwendeln kurz einschalten kann, um damit einen kurzen und starken Lichtstrahl zu erzeugen.

#### Deutschland
In Deutschland ist die Benutzung der Lichthupe bei folgenden Gegebenheiten erlaubt:
- außerorts, um dem Vorausfahrenden einen Überholvorgang anzukündigen (1 bis 2 Mal).
- wenn man sich oder andere gefährdet sieht.

Zu der Erlaubtheit von folgenden üblichen Einsätzen der Lichthupe kann hier keine Aussage gemacht werden (ist das „Gefährdung“?): 
- Hinweis, dass ein Fahrer vergessen hat, sein Fernlicht auszuschalten.
- Hinweis, dass ein Fahrer offensichtlich versehentlich weiterhin blinkt.
- Hinweis an den Vorausfahrenden auf defektes Rücklicht oder defekte Bremsleuchten.
- Anzeigen des Gewährens der Vorfahrt des Gegenverkehrs bei Hindernissen, Engpässen oder an Kreuzungen. Diese freundliche Geste ist unter Umständen nicht eindeutig:

„Der wartepflichtige Linksabbieger darf aus einem Signal der Lichthupe bei Dunkelheit von Seiten eines im Geradeausverkehr entgegenkommenden Fahrzeugführers nicht auf dessen Verzicht auf sein Vorfahrtsrecht schließen, auch wenn der Bevorrechtigte zuvor seine Geschwindigkeit herabgesetzt hat. Der Bevorrechtigte schafft durch Verzögerung seines Fahrzeuges allein und die Abgabe eines Lichthupensignals für den entgegenkommenden Linksabbieger noch keine klare Verkehrslage“

- Beim Überholtwerden durch einen Lkw auf der Autobahn, um ihm anzuzeigen, dass er weit genug überholt hat, um wieder auf die rechte Spur fahren zu können, da er selbst schlecht in der Lage ist, im Rückspiegel die Länge seines Fahrzeuges einzuschätzen.

Zu folgenden Gelegenheiten ist die Verwendung der Lichthupe üblich, aber verboten:
- Gruß eines entgegenkommenden Freundes oder Bekannten
- Warnung des Gegenverkehrs vor einer Geschwindigkeitskontrolle

#### Österreich
Kraftfahrzeuge mit einer Bauartgeschwindigkeit von mehr als 50 km/h müssen eine Vorrichtung zur Abgabe von gut wahrnehmbaren, kurzen Blinkzeichen haben, die auch bedient werden kann, wenn man mit beiden Händen die Lenkvorrichtung festhält. Es müssen üblicherweise zwei symmetrisch liegende Scheinwerfer sein. Motorräder, auch mit Beiwagen, sowie Motordreiräder und Motorvierräder mit nicht mehr als 130 cm Breite brauchen nur einen Scheinwerfer. (§ 22 Abs. 2 KFG 1967)
Der Lenker darf, wie mit der Hupe oder durch Zurufe, auch durch Blinkzeichen warnen, sofern es ausreicht und nicht blendet. (§ 22 Abs. 1 StVO 1960) Es dürfen nur kurze Blinkzeichen abgegeben werden und dies darf nicht über längere Zeit geschehen, wie es etwa bei unerlaubtem Auffahren und Drängeln gemacht wird. Auch dürfen keine anderen Mittel dazu verwendet werden (ausgenommen Einsatzfahrzeuge und die für Dauerbetrieb vorgesehene Alarmblinkanlage)n (§ 100 KFG 1967).
Hatte der Verwaltungsgerichtshof noch 1988 entschieden, dass Warnzeichen mit der Lichthupe nach § 22 der Straßenverkehrsordnung verboten sind, wenn „es die Verkehrssicherheit nicht erfordert“, so entschied er vom 30. Oktober 2006 explizit gegen seine bisherige Rechtsprechung. Der Verfassungsgerichtshof habe mehrfach ausgesprochen, dass der Gesetzgeber unmissverständlich auszusprechen habe, wo er strafen will. Der Paragraph behandle nur das Hupen und somit fehle jede Rechtsgrundlage, auch Blinkzeichen danach zu bestrafen. Eine Warnung anderer Verkehrsteilnehmer durch die Lichthupe vor Radarmessungen sei demnach nicht strafbar, außer man blende jemanden damit.
Auch wenn es nicht verboten ist, erwächst aus dem Betätigen der Lichthupe kein rechtsgültiger Verzicht auf den Vorrang. Ein Wartepflichtiger darf nicht annehmen, dass ein Vorrangberechtigter auf seinen Vorrang verzichten werde, außer es ist wirklich zweifelsfrei erkennbar. (§ 19 Abs. 8) Wird die Fahrgeschwindigkeit bloß verringert oder ist die Verkehrslage unklar, so darf kein Verzicht angenommen werden. Aus dem Verzicht eines Vorrangberechtigten, darf nicht auf den Verzicht eines anderen Vorrangberechtigten geschlossen werden (§ 19), selbst wenn der zweite sich vorschriftswidrig verhält (z. B. Vorbeifahrverbot).

## Schienenfahrzeuge

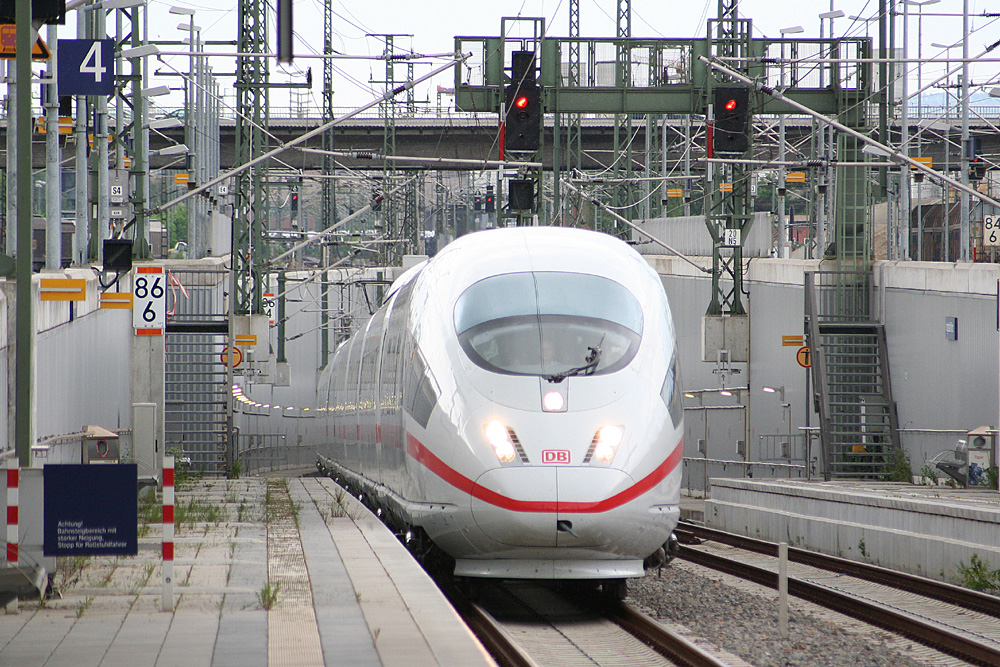
ICE 3 mit Fernlicht

Im Geltungsbereich der Technische Spezifikationen für die Interoperabilität sind Schienenfahrzeuge mit einem Dreilicht-Spitzensignal in Form eines A auszustatten. Es dient lediglich dazu, den Zug sichtbar zu machen und andere Verkehrsteilnehmer vor dem herannahenden Zug zu warnen. Es ist somit nur verhältnismäßig schwach. Zusätzlich sind neue Schienenfahrzeuge mit Frontscheinwerfern auszustatten, die für die Sicht des Triebfahrzeugführers sorgen und welche die Strecke bei Dunkelheit wenige hundert Meter ausleuchten können. Dadurch können (reflektierende) Signaltafeln oder Gefahren auf der Strecke früher erkannt werden. Von einem einzelnen Scheinwerfer wird im abgeblendeten Zustand eine Lichtstärke von 12.000 bis 16.000 Candela, bei aufgeblendeten Fernlicht zwischen 40.000 und 70.000 Candela gefordert.
Die Regeln zur Benutzung des Fernlichts entsprechen in etwa denen des Straßenverkehrs. Im Netz der Deutschen Bahn regelt die Konzernrichtlinie 492.0001 „Triebfahrzeuge führen – Grundsätze“ den Einsatz des Fernlichts: „Bei Aufenthalten auf Personenverkehrsanlagen, bei Begegnungen mit Fahrzeugen und bei Fahrten durch Bahnhöfe schalten Sie das Fernlicht ab.“ Wird diese Regelung konsequent umgesetzt, kann eine Blendung entgegenkommender Schienenfahrzeuge und anderer Verkehrsteilnehmer ausgeschlossen werden. Verlaufen Straßen über eine längere Distanz parallel zur Eisenbahnstrecke wie z. B. bei der Schnellfahrstrecke Köln–Rhein/Main so können Blendungen von Straßenbenutzern durch Triebfahrzeuge nicht ganz ausgeschlossen werden. In diesem Fall ist die Umsicht des Triebfahrzeugführers gefragt.

## Fahrräder und E-Bikes
Auch für Fahrräder gab es Kombi-Scheinwerfer mit Abblend- und Fernlicht; es wurde entweder mit zwei Glühlampen oder auch mit einer Biluxlampe realisiert. Heute werden vor allem für E-Bikes LED-Scheinwerfer mit Fernlichtfunktion angeboten.